# Tratado de Angra de Cintra
O Tratado de Angra de Cintra, assinado por Espanha e Marrocos a 1 de abril de 1958, acabou com o protetorado espanhol em Marrocos e ajudou a acabar com a Guerra de Ifni.
O ministro dos Negócios Estrangeiros espanhol, Fernando María Castiella y Maíz, e seu homólogo marroquino, Ahmed Balafrej, bem como seus respetivos secretários, reuniram-se na Baía de Cintra na colónia espanhola de Rio de Ouro entre 31 de março e 2 de abril, em segredo absoluto, para negociar o fim dos confrontos entre Espanha e os rebeldes apoiados por Marrocos que haviam começado em outubro de 1957. O tratado resultante foi assinado a 1 de abril. Pelos seus termos, Espanha voltaria ao controlo marroquino da zona sul do seu protetorado, que mantivera mesmo depois de entregar a zona norte em 1956. Essa zona, chamada de Cabo Juby ou Faixa Tarfaya, ficava entre o rio Drá e o paralelo 27° 40 ′ norte. A transferência ocorreria a 10 de abril na capital administrativa de Villa Bens (Tarfaya). O herdeiro aparente marroquino, o futuro Hassan II, esteve presente na cerimónia. O acordo não forneceu um cronograma para a evacuação das tropas espanholas da zona norte ou sul do antigo protetorado, mas apenas expressou o compromisso de ambas as partes para a evacuação total.
A 15 de abril, Espanha distribuiu uma nota verbal às Nações Unidas afirmando que, com o Tratado de Angra de Cintra, havia cumprido integralmente a sua declaração de 7 de abril de 1956, encerrando o seu protetorado.
A 30 de junho de 1958, o Exército Marroquino de Libertação (que não fazia parte do exército regular marroquino) declarou um cessar-fogo, pondo fim à Guerra Ifni. O enclave de Sidi Ifni, que estava cercado por território marroquino, não foi cedido em Angra de Cintra, por estar sob soberania espanhola. Foi, no entanto, muito reduzido em tamanho, uma vez que suas regiões periféricas, ocupadas pela tribo Ait Ba Amran, foram abandonadas (embora isto não estivesse especificado no tratado). A cidade em si só foi cedida a Marrocos em 1969. Da mesma forma, o acordo de Cintra não se referia a nenhuma das outras reivindicações territoriais de Marrocos contra Espanha, seja no Saara ou no Mediterrâneo.